# Lekki Korpus Interwencyjny
Lekki Korpus Interwencyjny (fr. Corps Léger d'Intervention, CLI) – francuski oddział wojskowy sił specjalnych na azjatyckim teatrze działań wojennych podczas II wojny światowej
Korpus został sformowany z rozkazu gen. Charles’a de Gaulle’a we francuskiej Algierii 4 listopada 1943 r. Liczył ok. 500 ludzi. Na ich czele stanął ppłk Paul Huard. Funkcję szefa sztabu pełnił mjr Albert Lacroix. Oddział miał zostać przerzucony do Indochin Francuskich w celu wsparcia miejscowej partyzantki antyjapońskiej, kierowanej przez gen. Eugène’a Mordanta ps. „Narcisse”. Komandosi pod koniec listopada tego roku przeszli przeszkolenie w Jijel w Indiach. Następnie w Poona byli szkoleni w zakresie walki w dżungli przez Brytyjczyków z Special Operations Executive (SOE). Nawiązywano do wzorów wypracowanych przez Chindits. CLI został formalnie włączony w skład brytyjskiej 20 Indyjskiej Dywizji Piechoty, po czym francuscy komandosi zostali zrzuceni na spadochronach w Wietnamie. Działali na głębokich tyłach wojsk japońskich. Na pocz. 1945 r. ich liczebność wzrosła do ok. 1,6 tys. ludzi. Łączne straty wyniosły ok. 120 zabitych i ponad 200 rannych. 1 maja tego roku CLI wraz z batalionem spadochronowym i batalionem francuskiego SAS został włączony w skład nowo sformowanego 5 Pułku Piechoty Kolonialnej.